# Long Away
Long Away je singl britanskog rock sastava Queen. Tekst je napisao Brian May, koji je pjesmu i otpjevao, dok je visoke dionice otpjevao Roger Taylor. Singl je izdan 7. lipnja 1977. u SAD-u, Kanadi i na Novom Zelandu. Na "B" strani nalazi se Deaconova "White Man". Pjesma se nalazi i na albumu A Day at the Races iz 1976. godine.
May na ovoj pjesmi nije koristio svoju "RedSpecial" gitaru, već običnu električnu gitaru. "Long Away" je jedini singl sastava koji je objavljen u SADu za Mercuryjevog života, a u kojem on nije glavni vokal.

## Nastupi uživo
Ovu pjesmu nikada nisu izveli uživo za Mercuryjeva života. Brian May je 11. svibnja 2010. prvi puta izveo ovu pjesmu uživo, na koncertu s Taylorom Hawkinsom.

## Vanjske poveznice
- Tekst pjesme Long Away